# Ferdinando Gonzaga

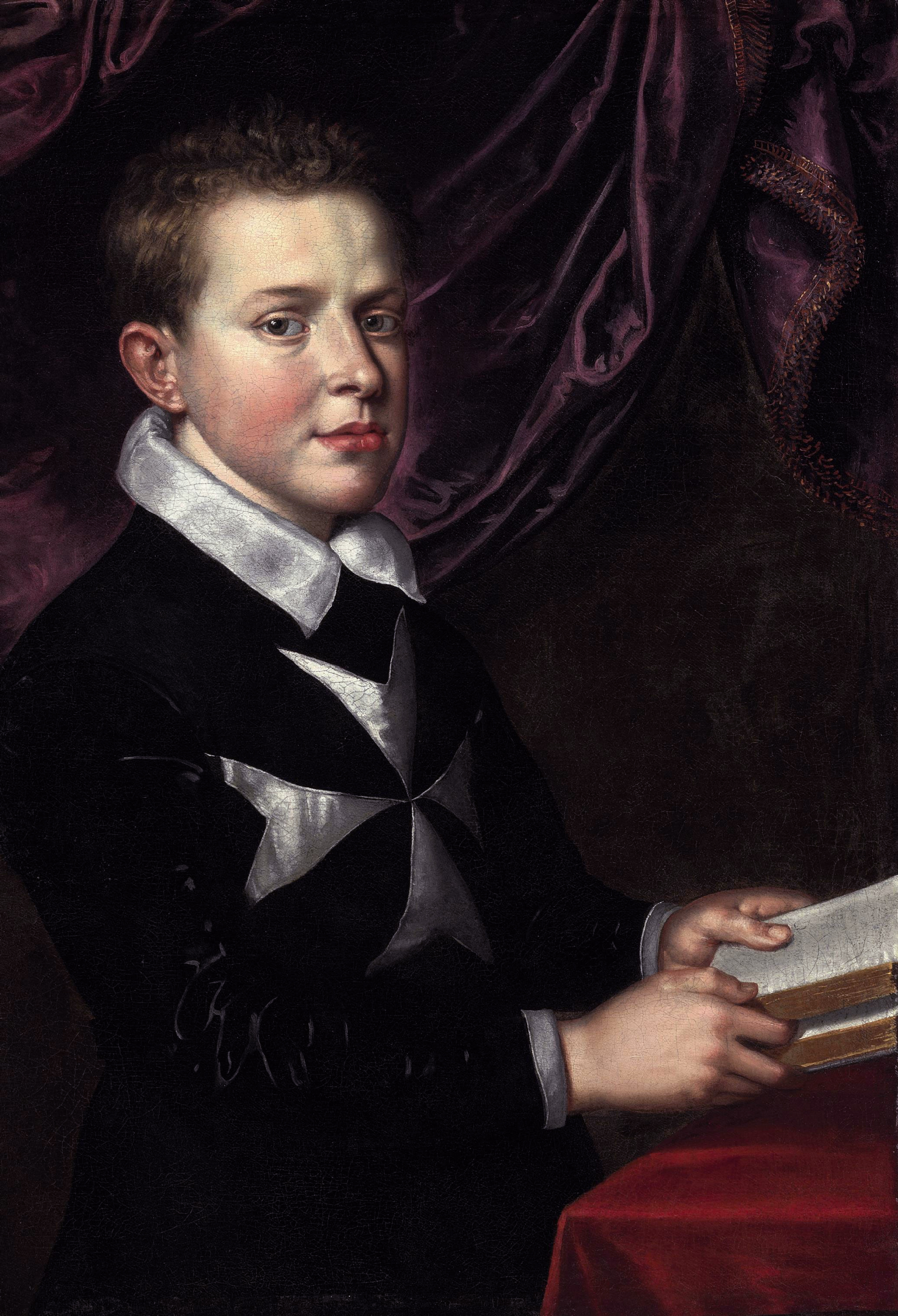
Ferdinando Gonzaga

Ferdinando Gonzaga (* 26. April 1587 in Mantua; † 29. Oktober 1626 ebenda) war der zweite Sohn des Herzogs Vincenzo I. Gonzaga von Mantua und Montferrat und als solcher für den Dienst in der katholischen Kirche vorgesehen.

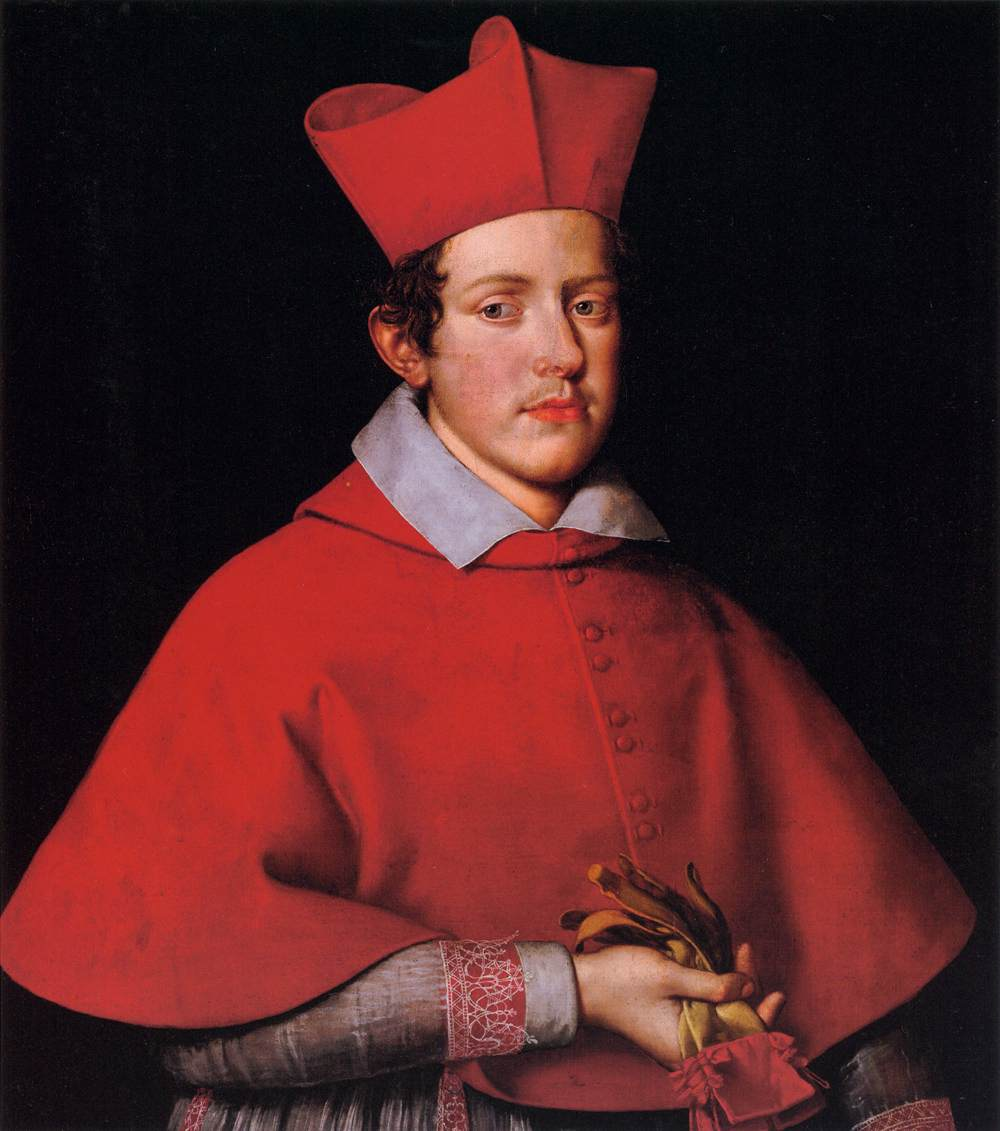
Ferdinando Gonzaga als Kardinal (um 1610)

Er wurde planmäßig bereits 1607, mit 20 Jahren, Kardinal, musste dann aber, als sein älterer Bruder Francesco IV. Gonzaga bereits Ende 1612 ohne männliche Erben starb, seine kirchlichen Ämter aufgeben. Er trat die Nachfolge in Mantua und Montferrat an, heiratete am 19. Februar 1616 in geheimer morganatischer Ehe Camilla Faà di Bruno (1599–1662), Tochter des Grafen Ardizzino Faà di Bruno aus Casale Monferrato. Diese Ehe wurde offiziell nie annulliert. Bereits Ende 1616 erhielt Ferdinando Gonzaga von Papst Paul V. die für eine standesgemäße Wiederverheiratung notwendigen Dispensen. Am 16. Februar 1617 schloss er mit Caterina de’ Medici (* 2. Mai 1593; † 17. April 1629), der Tochter des Großherzogs Ferdinando I. der Toskana seine zweite Ehe, die jedoch kinderlos blieb. Aus der Verbindung mit Camilla Faà hatte Ferdinando einen Sohn, Francesco Giacinto Gonzaga (1616–1630), der am Hof von Mantua aufwuchs, aber nie legitimiert wurde, für eine klerikale Karriere vorgesehen war und 1630 an der Pest verstarb.
Als Ferdinando 1626 im Alter von 39 Jahren starb, stand als Erbe nur noch sein Bruder Vincenzo II. Gonzaga zur Verfügung, der nun die gleichen Konsequenzen ziehen musste wie Ferdinando dreizehn Jahre zuvor.